# Дубин, Сергей Борисович
Серге́й Бори́сович Ду́бин (род. 11 июня 1972, Москва) — российский филолог, переводчик с французского, английского языков, эссеист, журналист.

## Биография
Сын Бориса Дубина. Закончил филологический факультет Московского государственного университета (1994). Кандидат филологических наук (1998), диссертация — «Сюрреалистический черный юмор и его романтические истоки».
Как журналист работал на Эхо Москвы, во France Presse, в русской службе BBC, с 2001 — в русской редакции Euronews (Лион), в настоящее время — руководитель русской службы и зам. главного редактора.

## Труды
Автор статей о французской литературе XX в., современном зарубежном кино, комментариев к сочинениям Лотреамона, А. Жарри, А.Камю. В его переводах публиковались романы А.Жарри, эссе А.Бретона, А.Камю, C.Зонтаг, О. Паса и др., составленная А.Бретоном «Антология чёрного юмора», монографии Ж.Шенье-Жандрон «Сюрреализм», Ф. Серса «Тоталитаризм и авангард» и др.

## Публикации
- Лотреамон. Песни Мальдорора. Стихотворения. Лотреамон после Лотреамона. М.: Ad Marginem, 1998 ISBN 5-88059-034-8 (переводы, комментарии)
- Бретон А. Антология чёрного юмора. М.: Carte Blanche, 1999 ISBN 5-900504-26-3 (вступительная статья, перевод, комментарии)
- Жарри А. Убю король и другие произведения. М.: Б. С. Г. — Пресс, 2002. ISBN 5-93381-055-X (переводы, комментарии)
- Шенье-Жандрон Ж. Сюрреализм. М.: НЛО, 2002. ISBN 5-86793-169-2 (перевод, комментарии)
- Серс Ф. Тоталитаризм и авангард. М.: Прогресс-Традиция, 2004 ISBN 5-89826-221-0 (перевод, комментарии)
- Краусс Р. Холостяки. М.: Прогресс-Традиция, 2004. ISBN 5-89826-224-5 (перевод, комментарии)
- Брюкнер П. Тирания покаяния. СПб: Изд-во Ивана Лимбаха, 2009. ISBN 978-5-89059-132-6 (перевод)
- Зонтаг С. Против интерпретации и другие эссе. М.: Ад Маргинем Пресс, 2014. ISBN 978-5-91103-198-5 (переводы)
- Томкинс К. Марсель Дюшан. Послеполуденные беседы. М.: Грюндриссе, 2014. ISBN 978-5-904099-14-5 (перевод, примечания, хронология)
- Деснос Р. Когда художник открывает глаза. М.: Грюндриссе, 2016. ISBN 978-5-904099-18-3 (вступительная статья, перевод, хронология, библиография, примечания)
- Пикабиа Ф. Караван-сарай. М.: Гилея, 2016. ISBN 978-5-87987-102-9 (вступительная статья, перевод, хроника, примечания)
- Арто А. Ван Гог. Самоубитый обществом. М.: Ад Маргинем Пресс, 2016. ISBN 978-5-91103-311-8 (вступительная статья, перевод)
- Лаццарато М. Марсель Дюшан и отказ трудиться. М.: Грюндриссе, 2017. ISBN 978-5-904099-28-2 (общая редакция перевода)
- Хьюгилл Э. Патафизика. Бесполезный путеводитель. М.: Гилея, 2016. ISBN 978-5-87987-107-4 (общая редакция перевода)
- Сюрреализм. Воззвания и трактаты международного сюрреалистического движения с 1920-х годов до наших дней. М.: Гилея, 2016. ISBN 978-5-87987-111-1 (общая редакция переводов, переводы, комментарии и примечания)